# Aleksej Domchev
Aleksej Domchev (2 maart 1978) is een Litouwse dammer die in de Nederlandse damcompetitie uitkomt voor Hijken DTC. Hij werd 9 maal Litouws kampioen: in 2002, 2005 (gedeeld met Edvardas Bužinskis), 2007 t/m 2010, 2013 (gedeeld met Anri Plaksij), 2015 (gedeeld met Edvardas Bužinskis) en 2019. Zijn beste resultaten zijn 9e plaatsen in het Europees kampioenschap 2010 in Murzasichle en het wereldkampioenschap 2011 dat in Emmeloord en Urk werd gespeeld.

## Resultatenoverzicht
Hij nam zeven keer deel aan het Europees kampioenschap dammen met de volgende resultaten: 
| jaar | locatie     | klassering        |
| ---- | ----------- | ----------------- |
| 2002 | Domburg     | uitg. in 3e ronde |
| 2006 | Bovec       | 29e               |
| 2008 | Tallinn     | 21e               |
| 2010 | Murzasichle | 9e                |
| 2012 | Emmen       | 47e               |
| 2014 | Tallinn     | 17e               |
| 2018 | Moskou      | 26e               |

Hij nam vier keer deel aan het wereldkampioenschap dammen met de volgende resultaten: 
| jaar | locatie       | klassering   |
| ---- | ------------- | ------------ |
| 2005 | Amsterdam     | 7e groep C   |
| 2007 | Hardenberg    | 16e          |
| 2011 | Emmeloord/Urk | 9e           |
| 2013 | Oefa          | 10e B-finale |